# Benedikt Fontana (Mediziner)
Benedikt Fontana (* 7. Februar 1926 in Cazis; heimatberechtigt in Salouf; † 21. Januar 2021) war ein Schweizer Psychiater.

## Leben und Wirken
Fontana besuchte nach sieben Jahren Primarschule die Bündner Kantonsschule, die er 1948 mit der Matura abschloss. Er studierte Medizin, zunächst an der Universität Freiburg, wo er den vorklinischen Studienteil absolvierte. Den klinischen Teil des Studiums absolvierte er an der Universität Bern, mit Unterbruch eines Semesters, das er an der Universität Zürich verbrachte. 1954 erlangte er das Staatsexamen in Bern. Im Januar 1955 trat er eine Assistenz in der kantonalen Heil- und Pflegeanstalt Beverin in Cazis an. 1958 war er ein Jahr lang Assistent an der internistischen Abteilung des Kantonsspitals Glarus. Anschliessend arbeitete er bei der kantonalen Heil- und Pflegeanstalt Münsingen, in der Psychiatrischen Poliklinik Bern und bei der kantonalen Heilanstalt Waldhaus in Chur. Ab 1962 war er wieder an der kantonalen Heil- und Pflegeanstalt Münsingen tätig. 1967 promovierte Fontana bei Hans Walther-Büel an der Universität Bern mit der Arbeit Nomadentum und Sesshaftigkeit als psychologische und psychopathologische Verhaltensradikale: Psychisches Erbgut oder Umweltsprägung. Fontana hatte die Arbeit bereits 1958 bei einem anderen Doktorvater an der Universität Bern eingereicht und war damals mit der Promotion gescheitert. Überarbeitet reichte er das Werk 1967 noch einmal ein.
Thema der Dissertation war die Frage, ob der «Wandertrieb» der Jenischen auf Vererbung oder Tradition basiere. Sie ist im Sinne der Sozial- bzw. Rassenhygiene verfasst. Weite Teile der Dissertation sind von einer Diplomarbeit einer Sozialarbeiterin abgeschrieben. Die Dissertation kommt, bezogen auf einen «Umerziehungsversuch» zur Sesshaftigkeit, zu dem Schluss, dass die nomadische Lebensweise nicht rein erblich bedingt sei.
Mariella Mehr, deren Sippe das Thema der Arbeit war, ist überzeugt, dass die Dissertation schon Jahre vor ihrer wissenschaftlichen Anerkennung Folgen hatte und eine Rechtfertigung für die Aktionen der Kinder der Landstrasse lieferte. Deren erste Version sei bereits an psychiatrischen Kliniken benutzt worden.
An der Psychiatrischen Klinik Münsingen war Fontana zuletzt als Oberarzt tätig. Im April 1977 wurde er zum Direktor der Kantonalen Psychiatrischen Klinik Waldhaus in Chur gewählt, die er bis 1991 leitete. Schon seine Vorgänger Josef Jörger, Johann Benedikt Jörger und Gottlob Pflugfelder beschäftigten sich intensiv mit Jenischen. Josef Jörger sah bei Jenischen «ein vom Urahn begründetes, vom Ahnen gehäuftes, unheilvolles Erbe von moralisch-ethischem Schwachsinn». Dieses «unheilvolle Erbe» gelte es durch Einsperrung, frühe Kindswegnahmen, Verhinderungen von Ehen der Jenischen untereinander «auszugleichen». In der Klinik Waldhaus wurden unter den vier genannten Direktoren viele Jenische interniert. Die Klinik führte unter Fontana die «psychiatrischen Familiengeschichten» Jörgers über Jenische anhand nachgeführter und auf andere Familien ausgeweiteter Stammbäume weiter.
Im Jahr 2000 distanzierte sich der biomedizinische S. Karger Verlag vom «Geist» der Dissertation und bedauerte die Folgen, die sie für Mehrs Sippe hatte. Die Universität Bern lehnte nach einem Gutachten vom Januar 1989 eine Aberkennung des Doktortitels von Benedikt Fontana ab.

## Schriften
- Über hormonale Dämpfung juveniler Hypersexualität. In: Schweizer Archiv für Neurologie, Neurochirurgie und Psychiatrie. 1964, S. 218.
- Nomadentum und Sesshaftigkeit als psychologische und psychopathologische Verhaltensradikale: Psychisches Erbgut oder Umweltsprägung. Ein Beitrag zur Frage der Psychopathie. In: Psychiatria clinica. Bd. 1. (1968), H. 6, S. 340–366 (Dissertation, Universität Bern, 27. Juli 1967).
- Psychiatrische Behandlungsmethoden im Wandel der Zeiten. Auszug aus dem öffentlichen Vortrag von B. Fontana, Psychiatrische Klinik Waldhaus, am 18. April 1978. In: Bündner Hilfsverein für Nervenkranke: Jahresbericht. 1977.